# Memento
«Memento» — п'єса на чотири розділи українського письменника Володимира Винниченка, написана у 1909 році.

## Історія написання
Історія художника Кривенка й Антонини — це історія відносин автора з Люсею Гольдмерштейн.

## Публікація
Вперше п'єса «Memento» була опублікована в «Літературно-науковому віснику» у 1909 році. Перевидавалася окремими виданнями 1926 р. в Радянській Україні — 1922 р. в 10 томах зібрання «Творів» В. Винниченка (Х. — К., «Рух» та «Книгоспілка»).

## Ідейно-тематичний зміст
Драма «Memento» має у собі екзистенційну проблематику.

## Сюжет
Добропорядний лицемір і цинік, дізнавшись про вагітність ще не вінчаної з ним Антонини, без найменшого докору сумління, без крихти сумніву й будь-якої морально-духовної провини за здійснене спочатку, пропонує їй позбутися народження небажаної для нього дитини, а згодом із садистською насолодою спостерігає біль матері, коли та страждає біля застудженого, через нього же, хлопчика — його сина.

## Конфлікт
Конфлікт побудований на біологічних чинниках, де материнський інстинкт, материнське начало жінки сильніше за кохання у найбільш критичний момент життя.

## Персонажі
- Кривенко — художник
- Антонина
- Орися
- Бурчак
- Паша
- Антонюк
- Піддубний, Чупрун — товариші
- Козолуп — ковбасник
- Лікар